# Västra Djuptjärnen
Västra Djuptjärnen är en sjö i Rättviks kommun i Dalarna och ingår i Dalälvens huvudavrinningsområde.